# Anna di Savoia
Anna Paleologina, nata Giovanna di Savoia (1307 – Tessalonica, 1366), è stata un'imperatrice bizantina, prima come Basilissa consorte dei Romei, dal 1328 al 1341, e poi come Basilissa reggente dei Romei, dal 1341 al 1347.
Principessa di Casa Savoia, di fede cattolica, al momento del matrimonio dovette convertirsi alla fede ortodossa cambiando il proprio nome da Giovanna ad Anna.

## Origine
Giovanna, secondo lo storico francese Samuel Guichenon, nel suo Histoire généalogique de la royale maison de Savoie, era la figlia ultimogenita di Amedeo V, Conte di Savoia, d'Aosta e di Moriana, e della sua seconda moglie, Maria di Brabante, che la Genealogia Ducum Brabantiæ Ampliata, Maria era la figlia femmina secondogenita del duca di Lorena e del Brabante e duca di Limburgo, Giovanni I di Brabante e della moglie, Margherita di Dampierre o di Fiandra (1251-1285), che sia secondo il Iohannis de Thilrode Chronicon che secondo il Iohannis de Thielrode Genealogia Comitum Flandriæ era figlia del Conte di Fiandra e Marchese di Namur, Guido di Dampierre e di Matilde di Bethune, che secondo gli Annales Blandinienses era figlia ed ereditiera di Roberto VII di Bethune, signore di Béthune, Termonde, Richebourg e Warneton, e d'Elisabeth de Morialmez.
Amedeo V di Savoia, secondo Samuel Guichenon, era il figlio maschio secondogenito di Tommaso II, signore del Piemonte, Conte di Savoia, d'Aosta e di Moriana, Conte di Fiandra e di Hainaut e della sua seconda moglie, Beatrice Fieschi, che era la terza figlia femmina di Teodoro Fieschi, conte di Lavagna, e della di lui consorte Simona de Volta di Capo Corso.

## Biografia

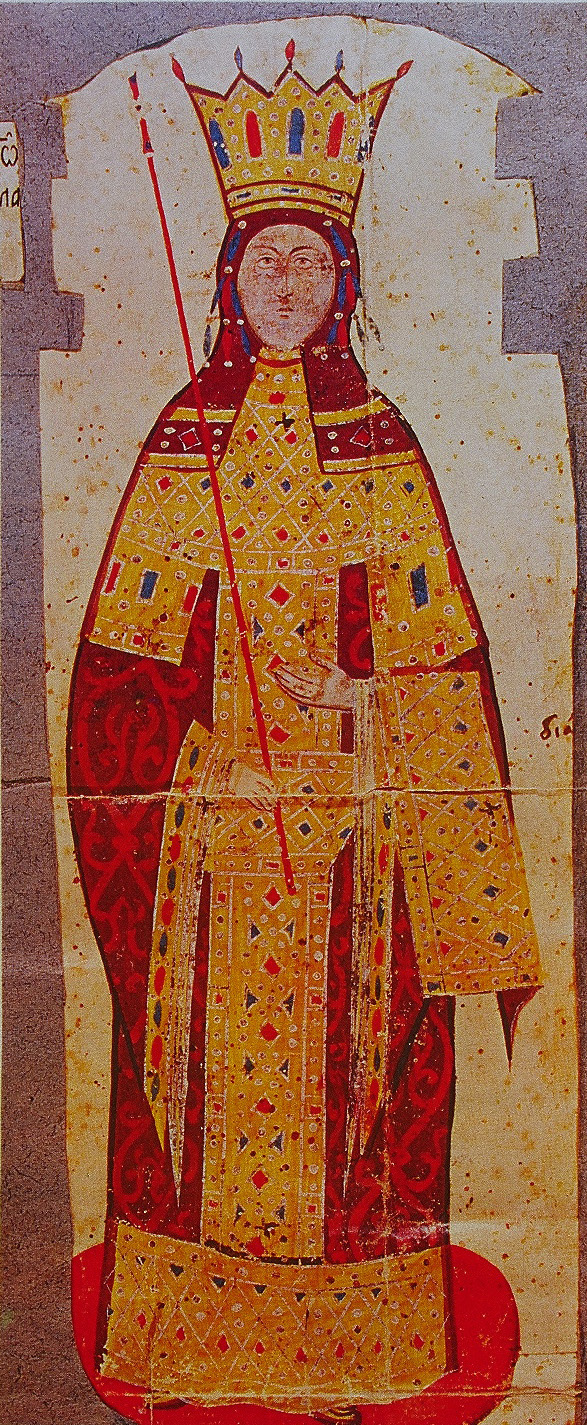
Anna di Savoia

Suo padre Amedeo V era al suo secondo matrimonio, avendo sposato in prime nozze Sibilla de Baugé, che, secondo Samuel Guichenon, era signora di Baugé e della Bresse, che gli aveva dato otto figli, di cui cinque ancora in vita, quando, nel 1307, suo padre aveva fatto testamento, in cui dichiarava suo erede universale nel Contado di Savoja, il figlio Edoardo (Odorado suo figlio primogenito) e definiva anche i vari lasciti sia ai figli di primo letto, Aimone (Aymone suo Secundogenito), Eleonora, Margherita e Agnese (Eleonora, Margarita, ed Agnes sue figlie), sia eventuali di secondo letto (nascituri da Maria di Brabant, sua seconda Consorte).
Le sorellastre e le sorelle maggiori di Giovanna erano state destinate dalla politica matrimoniale perseguita da Amedeo a sposare vari principi confinanti con l'obiettivo di assicurare alla Contea di Savoia gli appoggi per poter mantenere e ampliare i propri feudi.
Giovanna, nel 1326, secondo Samuel Guichenon, fu promessa in sposa ad Andronico, nipote ed erede del Basileus dei Romei, Andronico II Paleologo; stando a Giovanni VI Cantacuzeno, il matrimonio si tenne nell'ottobre del 1326; Andronico era figlio di Michele, associato al trono dal padre Andronico II, e di Maria (Rita) d'Armenia, figlia del re della Piccola Armenia, Leone III e di Keran di Lampron. Ancora, secondo Samuel Guichenon, Giovanna arrivò a Costantinopoli, nel 1327, con al seguito una ricca corte.
Suo marito, Andronico III Paleologo, era vedovo di Adelaide di Braunschweig da cui aveva avuto un figlio, che secondo Giovanni Cantacuzeno era morto infante.
Giovanna, divenuta Anna, divenne imperatrice nel 1328, quando suo marito che da alcuni anni era in guerra contro il nonno, Andronico II Paleologo, entrò in Costantinopoli con la forza e lo obbligò ad abdicare.
Alla morte di Andronico III, avvenuta il 15 giugno 1341, Anna venne nominata reggente per il figlio Giovanni V, appoggiata dal Cesare, Giovanni Cantacuzeno, che aveva aspirato alla reggenza.
Approfittando dell'assenza di Giovanni Cantacuzeno, da Costantinopoli, quest'ultimo venne dichiarato nemico dell'impero da un suo collaboratore, Alessio Apocauco, che lo sostituì nella conduzione del governo.
Il Cantacuzeno reagì prontamente e a Demotika, il 26 ottobre 1341 si fece proclamare co-imperatore, a fianco di Anna e di Giovanni V; con questo gesto voleva far notare che la guerra civile che stava intraprendendo, era solo contro Alessio Apocauco.
Anna, a motivo della sua nascita, mantenne sempre forti legami con la chiesa latina, schierandosi contro la dottrina di Gregorio Palamas, soprattutto per contrastare il suo avversario, Giovanni Cantacuzeno; sempre nel 1341, Gregorio Palamas venne imprigionato, spingendo i suoi seguaci al fianco del Cantacuzeno.
Dopo l'assassinio di Alessio Apocauco nel 1345, Giovanni Cantacuzeno si sentì più sicuro, e il 21 maggio 1346 si fece incoronare imperatore, come Giovanni VI, ad Adrianopoli, e nonostante i provvedimenti di Anna entrò in Costantinopoli il 3 febbraio 1347.
L'accordo che fu trovato prevedeva l'incoronazione di Giovanni VI, che avvenne il 13 maggio, che avrebbe retto il potere per 10 anni e poi avrebbe abdicato a favore del co-imperatore Giovanni V; la guerra civile era terminata, impoverendo l'impero; durante la guerra, Anna aveva dovuto impegnare a Venezia i gioielli della corona, che non furono più riscattati.
Anna mantenne il suo titolo di regina e, nel 1351, si ritirò a vivere a Tessalonica.
Cantacuzeno, col nome di Giovanni VI divise il potere con Giovanni V finché, nel 1354, spodestato da Giovanni V, si ritirò in convento lasciandolo unico imperatore.
Anna poi si fece suora col nome di Anastasia, sempre a Tessalonica, dove morì nel 1366.

## Figli
Anna ad Andronico diede quattro o cinque figli:
- Irene Paleologa, ribattezzata Maria (1327- dopo 1356), che sposò Francesco I di Lesbo
- Giovanni V Paleologo (18 giugno 1332 - 16 febbraio 1356), imperatore bizantino dal 1341 al 1376 e dal 1379 al 1391;
- Michele o Manuele (1337 - 1370), despota;
- Maria Paleologa, ribattezzata Irene (1339 circa- 1401), che sposò il re di Bulgaria Michele Asen IV;
- Teodoro (1340 circa - dopo 1405), governatore di Lemno[21].

## Ascendenza
|                         |                        |                                | Genitori                  |  |  | Nonni |  |  | Bisnonni            |  |  | Trisnonni             |  |
|                         |                        |                                |                           |  |  |       |  |  | Tommaso I di Savoia |  |  | Umberto III di Savoia |  |
|                         |                        |                                |                           |  |  |       |  |  | Tommaso I di Savoia |  |  | Umberto III di Savoia |  |
|                         |                        | Beatrice di Mâcon              |                           |  |  |       |  |  | Tommaso I di Savoia |  |  |                       |  |
| Tommaso II di Savoia    |                        |                                |                           |  |  |       |  |  | Tommaso I di Savoia |  |  |                       |  |
|                         |                        | Margherita di Ginevra          | Guglielmo I di Ginevra    |  |  |       |  |  |                     |  |  |                       |  |
|                         |                        | Margherita di Ginevra          | Guglielmo I di Ginevra    |  |  |       |  |  |                     |  |  |                       |  |
|                         |                        | Margherita di Ginevra          | Beatrice di Faucigny      |  |  |       |  |  |                     |  |  |                       |  |
| Amedeo V di Savoia      |                        | Margherita di Ginevra          |                           |  |  |       |  |  |                     |  |  |                       |  |
|                         |                        | Teodoro III Fieschi di Lavagna | Ugo Fieschi di Lavagna    |  |  |       |  |  |                     |  |  |                       |  |
|                         |                        | Teodoro III Fieschi di Lavagna | Ugo Fieschi di Lavagna    |  |  |       |  |  |                     |  |  |                       |  |
|                         |                        | Teodoro III Fieschi di Lavagna | Brumisan di Grillo        |  |  |       |  |  |                     |  |  |                       |  |
| Beatrice Fieschi        |                        | Teodoro III Fieschi di Lavagna |                           |  |  |       |  |  |                     |  |  |                       |  |
|                         |                        | Simona della Volta             | Raimondo della Volta      |  |  |       |  |  |                     |  |  |                       |  |
|                         |                        | Simona della Volta             | Raimondo della Volta      |  |  |       |  |  |                     |  |  |                       |  |
|                         |                        | Simona della Volta             | …                         |  |  |       |  |  |                     |  |  |                       |  |
| Anna di Savoia          |                        | Simona della Volta             |                           |  |  |       |  |  |                     |  |  |                       |  |
|                         | Enrico III di Brabante | Enrico II di Brabante          |                           |  |  |       |  |  |                     |  |  |                       |  |
|                         | Enrico III di Brabante | Enrico II di Brabante          |                           |  |  |       |  |  |                     |  |  |                       |  |
|                         | Enrico III di Brabante | Maria di Svevia                |                           |  |  |       |  |  |                     |  |  |                       |  |
| Giovanni I di Brabante  | Enrico III di Brabante |                                |                           |  |  |       |  |  |                     |  |  |                       |  |
|                         |                        | Alice di Borgogna              | Ugo IV di Borgogna        |  |  |       |  |  |                     |  |  |                       |  |
|                         |                        | Alice di Borgogna              | Ugo IV di Borgogna        |  |  |       |  |  |                     |  |  |                       |  |
|                         |                        | Alice di Borgogna              | Yolanda di Dreux          |  |  |       |  |  |                     |  |  |                       |  |
| Maria di Brabante       |                        | Alice di Borgogna              |                           |  |  |       |  |  |                     |  |  |                       |  |
|                         |                        | Guido di Dampierre             | Guglielmo II di Dampierre |  |  |       |  |  |                     |  |  |                       |  |
|                         |                        | Guido di Dampierre             | Guglielmo II di Dampierre |  |  |       |  |  |                     |  |  |                       |  |
|                         |                        | Guido di Dampierre             | Margherita II di Fiandra  |  |  |       |  |  |                     |  |  |                       |  |
| Margherita di Dampierre |                        | Guido di Dampierre             |                           |  |  |       |  |  |                     |  |  |                       |  |
|                         |                        | Matilde di Bethune             | Roberto VII di Bethune    |  |  |       |  |  |                     |  |  |                       |  |
|                         |                        | Matilde di Bethune             | Roberto VII di Bethune    |  |  |       |  |  |                     |  |  |                       |  |
|                         |                        | Matilde di Bethune             | Elisabetta di Morialmez   |  |  |       |  |  |                     |  |  |                       |  |
|                         |                        | Matilde di Bethune             |                           |  |  |       |  |  |                     |  |  |                       |  |

### Fonti primarie
- (LA)  Monumenta Germaniae Historica, Scriptores, tomus V.
- (LA)  Monumenta Germaniae Historica, Scriptores, tomus IX.
- (LA)  Monumenta Germaniae Historica, Scriptores, tomus XXV.

### Letteratura storiografica
- T.A. Hart, "Speculazione teologica e siritualità bizantina", cap. XII, vol. III (L'impero bizantino) della Storia del mondo medievale, 1999;pp. 450–472.
- G. Ostrogorsky, "I Paleologhi", cap. XV, vol. III (L'impero bizantino) della Storia del mondo medievale, 1999;pp. 559–618.
- (FR)  Histoire généalogique de la royale maison de Savoie, justifiée par titres, ..par Guichenon, Samuel
- (IT)  Museo scientifico, letterario ed artistico:Beatrice Fieschi, pagg. 53 e 54.
- (IT)  Testamenti di sovrani e principi di Savoia.
- Georg Ostrogorsky, Storia dell'Impero bizantino, Milano, Einaudi, 1968, ISBN 88-06-17362-6.
- John Julius Norwich, Bisanzio, Milano, Mondadori, 2000, ISBN 88-04-48185-4.
- Ducas, Historia turco-bizantina 1341-1462, a cura di Michele Puglia, 2008, il Cerchio, Rimini, ISBN 88-8474-164-5